# Groupman
Au cinéma et à la télévision, le groupman ou groupiste est un électricien spécialisé, responsable du groupe électrogène de tournage. La prestation du groupman est généralement facturée à la production comme une prestation liée à la location du groupe électrogène, indispensable pour les tournages en extérieur. Le groupman conduit le groupe, généralement un véhicule poids lourd, assure son fonctionnement, son entretien et son réglage.
Sur le tournage, quand il n'est pas occupé par le groupe électrogène, il renforce l'équipe d'électriciens/éclairagistes.